# مقدم شاه سلطان فيرق
السلطان مقدم شاه كان سلطان فيرق السادس تولى العرش في عام 1603. وهو ابن أخت السلطان أحمد تاج الدين والسلطان تاج العارفين، وكذلك ابن عم الأمير راجا إينو. قبل أن يصبح سلطانًا، كان يُعرف باسم الملك القديم. عاش في بوتا كنان.

## الحرب مع آتشيه
وفقًا لقصص الشيوخ، كان للسلطان مقدم شاه ابنة جميلة تدعى الأميرة ليماو بوروت، وخطبها لابن أخيه راجا منصور. كما رفض اقتراح السلطان اسكندر مودا ماهكوتا علم سلطان آتشيه .
ونظرا لرفض السلطان فحينئذ أمر السلطان جيشه لمحاربة حكومة فيرق.هزم جيش آتشيه ولاية فيرق ثم أسر السلطان مقدم شاه وشقيقه الأصغر اسمه الملك بونغسو (المعروف أيضا باسم الملك يوسف)، تم أخذ الأميرة وبعض من رفاقها لدولة اتشيه. ومع ذلك، بفضل جهود وشجاعة أمين الخزانة المسمى ميقات عبد الله، تم إنقاذ الأميرة ليماو بوروت وأعيدت إلى فيرق وتزوجت من خطيبها، راجا منصور.
وهناك أيضا قصص تقول إن راجا منصور اعتقل أيضا ونقل إلى ولاية آتشيه جنبا إلى جنب مع أقارب سلطان مقدم شاه. لكن راجا منصور تمكن من الهرب وفر إلى جوهر. في جوهر، تزوج من أميرة مملكة جامبي، وعاد في عام 1619 إلى ولاية فيرق تزوج الأميرة ليماو بوروت وتولى عرش ولاية فيرق.

## المغادرة
توفي السلطان مقدم شاه في اقليم آتشيه في 1619.
| سبقه علاء الدين شاه | سلطان فيرق 1603-1619 | تبعه منصور شاه الثاني |